# Frigiel
Cet article possède un paronyme, voir Figiel.
Frigiel, de son vrai nom Alexandre Israel, né le 23 aout 1994 à Montpellier, est un vidéaste web, écrivain et entrepreneur français. Il est principalement connu pour ses vidéos consacrées au jeu vidéo Minecraft sur YouTube.

## Biographie

### Enfance et formation
Passionné de jeux vidéo depuis son enfance, Alexandre a grandi avec des titres notoires de la Nintendo 64 tels que Super Mario 64 et The Legend of Zelda: Ocarina of Time. Encouragé par ses parents, il découvre YouTube et se lance à 16 ans en publiant des vidéos sur des jeux qu'il apprécie. Parallèlement à sa passion pour le jeu vidéo, il obtient un baccalauréat scientifique avant de poursuivre son activité sur YouTube.

### Carrière sur YouTube

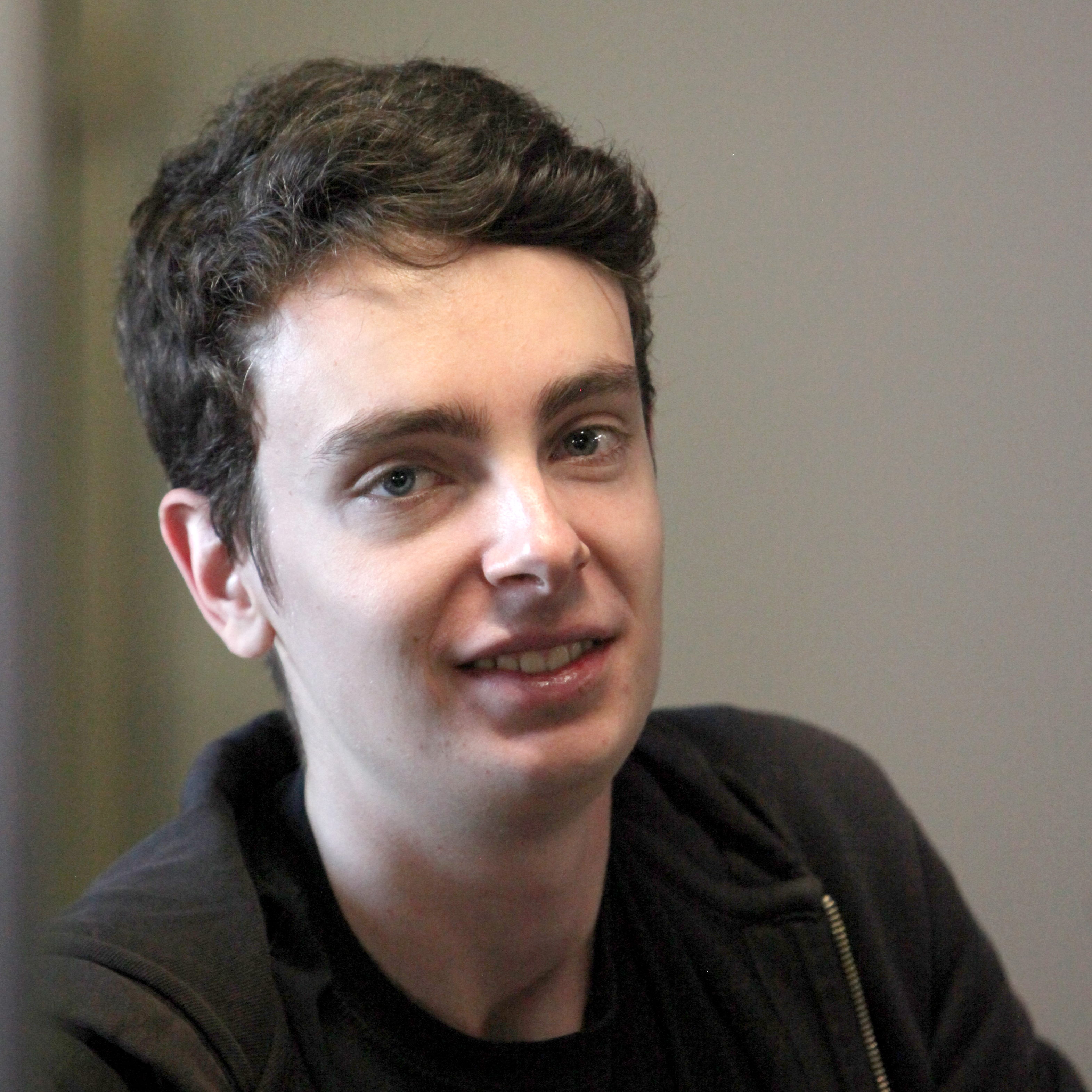
Frigiel en 2016 à Polymanga

En 2011, Frigiel crée sa chaîne YouTube et se fait connaître principalement grâce à ses vidéos sur Minecraft. Il intègre la Coop Team, un collectif de créateurs de contenu autour du jeu. Sa chaîne connaît une forte croissance et atteint rapidement plusieurs centaines de millions de vues,.
Au fil des années, Frigiel diversifie ses contenus avec des Let's Play, des séries régulières et des explorations de nouvelles mises à jour du jeu,. En 2020, il lance une seconde chaîne intitulée Le sachiez-vous ?, abordant des thématiques variées sous un ton ludique et informatif,.

### Activités littéraires
En 2016, Frigiel publie son premier roman, Frigiel et Fluffy : Le retour de l'Ender Dragon, coécrit avec Nicolas Digard et inspiré de son univers Minecraft. Ce livre marque le début d'une saga qui connaît un succès en librairie. Il poursuit ensuite avec d'autres ouvrages dans le même univers, notamment Frigiel et Fluffy Earth, ainsi que Alice a disparu, publiés aux éditions Slalom,.

## Entrepreneuriat
En parallèle de ses activités sur YouTube et dans l'édition, Frigiel cofonde plusieurs projets, notamment PixelShirt, une boutique en ligne proposant des vêtements et accessoires décorés par des artistes, et EpiCube, une plateforme communautaire autour de Minecraft.

## Affaire judiciaire

### Affaire Epicube
L'affaire judiciaire opposant Frigiel au serveur Epicube concerne une contestation sur son éviction en 2015. Epicube, serveur Minecraft francophone fondé en 2014, comptait Frigiel comme ambassadeur et administrateur. Les tensions internes sur son implication ont conduit à son exclusion.
En 2017, Frigiel saisit le tribunal de commerce de Marseille, alléguant une exclusion abusive et revendiquant près de 865 000 € pour préjudice financier et moral. Il affirme que la collaboration constituait une "société créée de fait".
Les administrateurs d'Epicube réfutent cette affirmation, considérant son rôle comme promotionnel, sans implication dans la gestion. Le tribunal donne raison à Epicube, estimant que Frigiel n’avait pas de statut d'associé et que son exclusion était légitime.

## Ouvrages

### Bandes dessinées
- Frigiel et Fluffy :

1. Le Mystère des pastèques perdues (2017)
2. Tous populaires ! (2018)
3. Le Bloc originel (2018)
4. Le Royaume gelé (2019)
5. L'Île perdue (2019)
6. Le Manoir d'Herobrine (2020)
7. La Poudre rouge (2020)
8. Au bout du monde (2021)
9. Sauvons Lanniel (2021)
10. Le Dieu déchu (2022)
11. Casino rival (2022)
12. 20 000 cubes sous la terre (2023)
13. La Faille des profondeurs (2023)
14. La Corruption du Warden (2024)
15. La Voie de la lumière (2024)
16. À Travers le Portail (2024)

- Minefriends :

1. Cocktail de pastèques et de Creepers (2023)
2. Creepers givrés ! (2024)

- MOBS, La vie secrète des monstres Minecraft :

1. Creeper gaffeur ! (2023)
2. Gags à eau risque (2023)
3. Humour évocateur (2024)